# К Корнелию Непоту
«К Корне́лию Не́поту» (лат. Ad Cornelium Nepotem) — условное название стихотворения римского поэта Гая Валерия Катулла, обращённого к другу автора — историку и поэту-дилетанту. Написано фалековым одиннадцатисложником. 
Стало посвятительным к прижизненному сборнику стихов Катулла, было включено в состав посмертного сборника («Книги Катулла Веронского») под номером 1. 
В античную эпоху было одним из самых известных стихотворений Катулла. Благодаря ему фалеков размер начали активно использовать в посвятительных стихах (в том числе Марциал и Авсоний).